# Pedro Carbo (ciudad)
Pedro Carbo es una ciudad ecuatoriana; cabecera del cantón homónimo, perteneciente a la Provincia de Guayas. Se localiza al centro-sur de la región litoral del Ecuador, asentada en una extensa llanura, en la orilla izquierda del río Pedro Carbo, a una altitud de 56 m s. n. m. y con un clima tropical de 27 °C en promedio.
En el censo de 2022 tenía una población de 24.882 habitantes, lo que la convierte en la quincuagésima novena ciudad más poblada del país. Sus orígenes datan de la época colonial, pero es a mediados del siglo XIX, debido a su producción agrícola, cuando presenta un sostenido crecimiento demográfico hasta establecer un poblado urbano. Las actividades principales económicas de la ciudad son: la agricultura, la ganadería y el comercio.

## Toponimia
Debe su nombre al político guayaquileño Pedro Carbo Noboa. Nacido el 19 de marzo de 1813, hijo del coronel José Carbo Unzueta y de la Sra. Josefa Noboa y Arteta. Pedro Carbo sirvió al Ecuador desde varios cargos públicos y privados: fue Presidente, Vicepresidente y Vocal del Concejo Municipal de Guayaquil; fue Ministro de Estado, Senador y Diputado; y creó la Biblioteca Municipal de Guayaquil, que fue fundada el 14 de marzo de 1862, con cien libros que él mismo donó para tal objeto. Escribió importantes artículos históricos y políticos que aparecieron en casi todos los periódicos de la época y publicó su obra "Páginas de la Historia del Ecuador". Pedro Carbo murió en su ciudad natal, Guayaquil, el 24 de diciembre de 1894.

## Historia
Su origen corresponde a la etnia de los Daulis , de la Cultura Daule – Tejar (500 A.C- 500 DC); Por el material arqueológico encontrado, por su cantidad y calidad en la diversidad de representaciones humanas, creatividad en cerámicas, adornos que ellos usaron como collares, decoración corporal, diversidad de silbatos, pitos que son instrumentos musicales de forma humana y de animales; vasijas mortuorias blancas y de color café, gran cantidad de objetos como
sellos, platos ovalados con bordes, planos, con bases invertidas, bases altas, que en la mayoría presentan perforaciones de forma circulares punteadas, técnica llamada del calado. Otras cerámicas también son los cuencos, torteros, diferentes tipos de sellos y adornos circulares.
La característica común de la cerámica Daule – Tejar es ser de color negro de fino acabado, sin embargo se encuentra cerámica de color café claro y blanco. Los hallazgos arqueológicos han sido encontrados en los alrededores de Sabanilla, Matapalo, Las Anonas, Villao, la Estacada, entre otros.
Los datos históricos de la evolución de caserío a recinto del cantón Pedro Carbo corresponde, al finalizar el siglo XVI cuando este caserío crecía en importancia y era conocido con el nombre de 'Río Nuevo', así lo encontramos el 10 de febrero de 1826, cuando la parroquia Daule cabecera del cantón recibía el título de “Villa Daule”; por Francisco de Paula Santander, General de División de los Ejércitos de Colombia y de los Libertadores de Venezuela.

## Geografía
A 63 km de Guayaquil se encuentra su cabecera cantonal. Está asentada a 56 m s. n. m., temperatura promedio de 27 °C y precipitación promedio anual de 793 mm. Parte de su territorio está influenciado por el bosque seco tropical, lo que permite que comparta especies del bosque tumbesino, ecosistema de importancia en el contexto internacional por la diversidad de flora y fauna que se encuentra en él.

## Política
Territorialmente, la ciudad de Pedro Carbo está organizada una sola parroquia urbana, mientras que existen dos parroquias rurales con las que complementa el aérea total del Cantón Pedro Carbo. El término "parroquia" es usado en el Ecuador para referirse a territorios dentro de la división administrativa municipal.
La ciudad y el cantón Pedro Carbo, al igual que las demás localidades ecuatorianas, se rige por una municipalidad según lo previsto en la Constitución de la República. El Gobierno Autónomo Descentralizado Municipal de Pedro Carbo, es una entidad de gobierno seccional que administra el cantón de forma autónoma al gobierno central. La municipalidad está organizada por la separación de poderes de carácter ejecutivo representado por el alcalde, y otro de carácter legislativo conformado por los miembros del concejo cantonal.
La Municipalidad de Pedro Carbo, se rige principalmente sobre la base de lo estipulado en los artículos 253 y 264 de la Constitución Política de la República y en la Ley de Régimen Municipal en sus artículos 1 y 16, que establece la autonomía funcional, económica y administrativa de la Entidad.

### Alcaldía
El poder ejecutivo de la ciudad es desempeñado por un ciudadano con título de Alcalde del Cantón Pedro Carbo, el cual es elegido por sufragio directo en una sola vuelta electoral, sin fórmulas o binomios en las elecciones municipales. El vicealcalde no es elegido de la misma manera, ya que una vez instalado el Concejo Cantonal se elegirá entre los ediles un encargado para aquel cargo. El alcalde y el vicealcalde duran cuatro años en sus funciones, y en el caso del alcalde, tiene la opción de reelección inmediata o sucesiva. El alcalde es el máximo representante de la municipalidad y tiene voto dirimente en el concejo cantonal, mientras que el vicealcalde realiza las funciones del alcalde de modo suplente mientras no pueda ejercer sus funciones el alcalde titular.
El alcalde cuenta con su propio gabinete de administración municipal mediante múltiples direcciones de nivel de asesoría, de apoyo y operativo. Los encargados de aquellas direcciones municipales son designados por el propio alcalde. Actualmente, el Alcalde de Pedro Carbo es Nery Jaramillo, elegido para el periodo 2023 - 2027.

### Concejo cantonal
El poder legislativo de la ciudad es ejercido por el Concejo Cantonal de Pedro Carbo el cual es un pequeño parlamento unicameral que se constituye al igual que en los demás cantones mediante la disposición del artículo 253 de la Constitución Política Nacional. De acuerdo a lo establecido en la ley, la cantidad de miembros del concejo representa proporcionalmente a la población del cantón.
Pedro Carbo posee cinco concejales, los cuales son elegidos mediante sufragio (Sistema D'Hondt) y duran en sus funciones cuatro años pudiendo ser reelegidos indefinidamente. El alcalde y el vicealcalde presiden el concejo en sus sesiones. Al recién instalarse el concejo cantonal por primera vez los miembros eligen de entre ellos un designado para el cargo de vicealcalde de la ciudad.

## Turismo
Si bien en Pedro Carbo no se han consolidado atractivos turísticos, existen sitios que invitan a la recreación como el Parque de la Madre, el Monumento a la Madre, el Parque central, el Polideportivo y la cascada Salto de Oro. El turismo de la ciudad se relaciona íntimamente con el resto del cantón; el agroturismo es una opción que está despertando en el cantón sobre todo orientado a revalorizar la cultura montubia.

## Transporte
El transporte público es el principal medio transporte de los habitantes de la ciudad, tiene un servicio de bus público interparroquial e intercantonal para el transporte a localidades cercanas. Buena parte de las calles de la ciudad están asfaltadas o adoquinadas, aunque algunas están desgastadas y el resto de calles son lastradas, principalmente en los barrios nuevos que se expanden en la periferia de la urbe.

#### Avenidas importantes
- Avenida 9 de Octubre
- Avenida 2 de Agosto
- Calle Colón
- Calle Ayacucho

## Cultura

### Educación
La ciudad cuenta con buena infraestructura para la educación. La educación pública en la ciudad, al igual que en el resto del país, es gratuita hasta la universidad (tercer nivel) de acuerdo a lo estipulado en el artículo 348 y ratificado en los artículos 356 y 357 de la Constitución Nacional. Varios de los centros educativos de la ciudad cuentan con un gran prestigio. La ciudad está dentro del régimen Costa por lo que sus clases inician los primeros días de abril y luego de 200 días de clases se terminan en el mes de febrero. La infraestructura educacional presentan anualmente problemas debido a sus inicios de clases justo después del invierno, ya que las lluvias por lo general destruyen varias partes de los plantes educativos en parte debido a la mala calidad de materiales de construcción, especialmente a nivel marginal.

### Gastronomía
Algunos de sus platos típicos son seco de pollo, pollo asado o arroz con menestra y carne. También el encebollado se ha hecho muy popular en Pedro Carbo.

### Fiestas
- Cantonización el 19 de julio, donde se elige la reina del cantón y reina del algodón.
- Fiesta Patronal, el 29 de junio, en honor a los Santos Pedro y Pablo.

## Economía
La agricultura y ganadería son sus principales fuentes de riqueza, existen cultivos de arroz, frejol ganful, maíz, algodón, girasol, maní y banano. En lugares llamados vegas o ciénagas se siembran diversos productos agrícolas con óptimos resultados. Se cría ganado de calidad, especialmente vacuno y caprino. Algunos habitantes son hábiles ebanistas y tejedores de paja toquilla.  Actualmente se desarrolla como un gran productor de frejol palito también llamado gandul o pichuncho.
la zona centro de pedro carbo es un importante centro para comercializar productos de buena calidad .

## Medios de comunicación
La ciudad posee una red de comunicación en continuo desarrollo y modernización. En la ciudad se dispone de varios medios de comunicación como prensa escrita, radio, televisión, telefonía, Internet y mensajería postal. En algunas comunidades rurales existen telefonía e Internet satelitales.
- Telefonía: Si bien la telefonía fija se mantiene aún con un crecimiento periódico, esta ha sido desplazada muy notablemente por la telefonía celular, tanto por la enorme cobertura que ofrece y la fácil accesibilidad. Existen 3 operadoras de telefonía fija, CNT (pública), TVCABLE y Claro (privadas) y cuatro operadoras de telefonía celular, Movistar, Claro y Tuenti (privadas) y CNT (pública).

- Radio: En la localidad existe una gran cantidad de sistemas radiales de transmisión nacional y local, e incluso de provincias y cantones vecinos.

- Medios televisivos: La mayoría de canales son nacionales, aunque se ha incluido canales locales recientemente. El apagón analógico se estableció para el 31 de diciembre de 2023.[6]

## Deporte
La Liga Deportiva Cantonal de Pedro Carbo es el organismo rector del deporte en todo el Cantón Pedro Carbo y por ende en la urbe se ejerce su autoridad de control. El deporte más popular en la ciudad, al igual que en todo el país, es el fútbol, siendo el deporte con mayor convocatoria. Actualmente, no existe ningún club pedrocarbense activo en el fútbol profesional ecuatoriano. Al ser una localidad pequeña en la época de las fundaciones de los grandes equipos del país, Pedro Carbo carece de un equipo simbólico de la ciudad, por lo que sus habitantes son aficionados en su mayoría de los clubes guayaquileños: Barcelona Sporting Club y Club Sport Emelec.
El principal recinto deportivo para la práctica del fútbol es el Estadio de la Liga Deportiva Cantonal de Pedro Carbo. Es usado mayoritariamente para la práctica del fútbol y tiene capacidad para 800 espectadores. El estadio es sede de distintos eventos deportivos a nivel local, así como es escenario para varios eventos de tipo cultural, especialmente conciertos musicales.